# Świat finansjery
Świat finansjery (ang. Making money) – 36. powieść Terry'ego Pratchetta z serii Świat Dysku. Druga powieść należąca do podcyklu o Moiście von Lipwigu. Przetłumaczona przez Piotra W. Cholewę, wydana 20 sierpnia 2009 roku przez wydawnictwo Prószyński i S-ka. Powieść otrzymała Nagrodę Locusa dla najlepszej powieści fantasy w 2008 r.

## Opis fabuły
Moist von Lipwig, dawny oszust, ale i wyjątkowo pomysłowy młodzieniec, po ucieczce od śmierci pracuje na rzecz miasta Ankh-Morpok jako szef Poczty (wydarzenia z powieści "Piekło pocztowe") którą doprowadził z ruiny do porządku. Kierowanie sprawnie działającą instytucją zdecydowanie nudzi go swoją rutyną. Zbieg okoliczności sprawił, że stał się właścicielem psa, Pana Marudy, który został prezesem głównego banku. Moist z typową sobie werwą zaczyna unowocześniać świat finansów miasta, mimo potężnych wrogów, w tym osobnika, który marzy, by stać się drugim Vetinarim. Nowy pomysł Moista, pieniądz papierowy, wymaga jednak pomocy fałszerza skazanego na śmierć. Tymczasem dziewczyna Moista, Adora Belle Dearhart pracuje wraz z Powiernictwem Golemów na ziemiach kransoludzkich, w poszukiwaniu pewnych niezwykłych golemów.